# Санкт-Петербургская школа фоносемантики
Санкт-Петербургская школа фоносемантики – это научное течение в  фоносемантике   (направлении  лингвистики), занимающееся проблемами изучения звукоизобразительной системы  языка.
Школа объединяет ряд исследователей-лингвистов, изучающих звукоподражательную и звукосимволическую лексику языков мира в  синхронии и диахронии, занимающихся проблемами  этимологии звукоизобразительных  слов, фоносемантическими универсалиями и другими вопросами звукоизобразительности.

## История становления школы
Первым этапом становления школы является оформление фоносемантики  как самостоятельной лингвистической дисциплины и создание универсальной классификации ономатопов в конце 60х годов XX века.
Основателем Санкт-Петербургской (а также российской) школы фоносемантики является профессор Станислав Васильевич Воронин  (1935-2001). В 1969 году в  Ленинградском государственном университете он защитил кандидатскую диссертацию «Английские ономатопы (Типы и строение)» , которая положила начало новому направлению исследований. Предложенная им универсальная классификация ономатопов вывела изучение изобразительной (иконической) лексики на совершенно иной уровень.
До появления работы С.В. Воронина классификация звукоподражательных слов проводилась исключительно на основе семантических признаков («звуки воды», «механические звуки» и.т. п.) . Прорыв же в исследовании ономатопеи заключался в сравнении акустических характеристик звукоподражательных слов с акустическими характеристиками звучаний, которые они обозначали. Таким образом, фоносемантика сразу стала междисциплинарной наукой, поскольку использовала данные физики (акустики ),  психолингвистики (теория номинации и проблемы восприятия речи), психологии (универсальные принципы человеческого мышления) и  биологии (строение речевого аппарата, проблема эволюции человека) .
Вторым этапом становления Санкт-Петербургской школы фоносемантики можно считать этап постепенного накопления знаний о звукоизобразительной системе языка, что привело к появлению ряда исследований, посвящённых звукоизобразительности в различных языках мира начиная с 80х годов XX века. Итоги этих работ были суммированы в монографии  С.В. Воронина «Основы фоносемантики» (1982) , где фоносемантика уже окончательно оформляется как самостоятельная лингвистическая дисциплина, обладающая своими методами, целями и задачами. Применение разработанной методологии фоносемантики нашло отражение в ряде кандидатских диссертаций, защищённых под руководством С.В. Воронина в Ленинграде и Тарту (всего под руководством профессора было написано 19 диссертационных исследований на фоносемантические темы) .
На втором этапе становление Санкт-Петербургской школы фоносемантики также происходит уточнение некоторых исходных положений. Так, происходит окончательное разделение звукоподражательной и звукосимволической лексики. 
Звукоподражательная лексика – это продукт акустической имитации, в основе которой лежит повторение наиболее выраженных характеристик звукового денотата (удар, протяжное звучание и т. п.) фонемами языка, которые при актуализации в речи имеют схожие акустические характеристики (взрывные, долгие гласные и т.п.) . 
Звукосимволическая лексика, напротив – это продукт артикуляторной (или акустико-артикуляторной) имитации, своего рода артикуляторный жест. Денотатом звукосимволического слова может служить любая характеристика действительности (например, в языке имеется тенденция передачи значения округлости лабиальными согласными и лабиализированными гласными) .
Также следует отметить общее возрастание интереса к проблемам звукоизобразительности и появление других фоносемантических школ СССР и далее России, Украины и ближнего зарубежья (в Перми, Пятигорске, Черновцах, Велико-Тырново и др.) в этот период.
Третьим этапом развития Санкт-Петербургской фоносемантической школы является дальнейшая разработка частных и общих вопросов фоносемантической теории – с начала 2000х годов ведутся активные исследования проблем перевода звукоизобразительной лексики, вопросов диахронического развития звукоподражаний и звукосимволизмов, проблем вариативности звукоизобразительного слова и универсальности звукоизобразительной лексики . 
В Санкт-Петербурге регулярно проводятся конференции и круглые столы, посвящённые проблемам фоносемантики, в которых принимают активное участие лингвисты из России и из-за рубежа.

## Основные положения школы
Результатом пятидесяти лет исследований стала разработка основных теоретических положений школы, обобщённых и суммированных ниже. Фоносемантика в настоящий момент активно развивается, и приведённый перечень не является исчерпывающим.
В целом, наиболее значимыми положениями Санкт-Петербургской школы фоносемантики являются:
- языковой знак примарно мотивирован (не-произволен) [3];
- языковой знак имеет двоякую природу (языковой знак не-произволен в своей основе, но в процессе своей эволюции стремится к произвольности) [3];
- механизмы иконического словосоздания универсальны и являются неотъемлемым атрибутом человеческого мышления [3];
- в звукоизобразительной лексике любых двух языков мира изоморфические черты доминируют над алломорфическими [3];
- звукоизобразительная (иконическая) лексика делится на звукоподражательную (акустическая имитация) и звукосимволическую (артикуляторная или акустико-артикуляторная имитация) [3];
- звукоподражательная лексика (ономатопы) делится на пять гиперклассов в зависимости от характера смысло-звуковой связи (инстанты, континуанты, фреквентативы, инстаниты-континуанты, фреквентативы-(квази)инстанты-континуанты), и эти пять гиперклассов универсальны [1];
- звукосимволическая лексика универсальна, и по месту образования делится на 3 класса (носовые, ротовые, горловые) [3], [6];
- звукоизобразительная лексика обладает повышенной экспрессивностью [3];
- звукоизобразительный лексикон языка непрерывно обновляется, и появление новых лексем оказывается естественным образом предопределенным непрекращающейся утратой иконичности уже существующих [7];
- в процессе утраты иконичности можно выделить четыре стадии деиконизации [7].

## Основные направления исследования школы
Санкт-Петербургская школа фоносемантики с момента своего создания обладала строгой методологией, что предопределило её основной круг исследований. Усилия исследователей направлены, прежде всего, на изучение объективного звукового символизма, т. е. на изучение звукоизобразительной (звукоподражательной и звукосимволической лексики) языков мира в историческом и сопоставительном аспекте. Таким образом, основными направлениями исследования школы являются:
- поиск фоносемантических  универсалий и регулярностей (Воронин С.В [3]., Краснова А.В. [8], Флаксман М.А. [9], Кузнецова Е. И., Беседина Е. И., Ноланд Н. Н., Слоницкая Е. И., Дубинская Е. A., Швецова Н. Н.);
- типологическое сопоставление звукоизобразительной лексики языков мира (Воронин С.В. [3], Мазанаев И.А., Лапкина Л.З., Краснова А.В. [8], Койбаева Т.Х., Канкия Н.Д., Братусь И.Б., Флаксман М.А., Ноланд Н.Н.);
- разработка универсальной классификации ономатопов (Воронин С.В. [3], Братусь И. Б., Шамина Е.А.);
- разработка универсальной классификации и изучение звукосимволической лексики (Воронин С.В. [3], Шамина Е.А., Швецова Н.Н., Слоницкая Е.И.);
- описание звукоизобразительных систем языков мира – английского (Воронин С.В., Петухова Е. В., Шамина Е. А., Татаринова Е. С., Пономарева С. Н., Петухова Е.В., Кузьмич И. В., Климова С. В. Бродович О. И., Флаксман М.А., Сабанадзе М. Я.), турецкого (Краснова А.В.) [8], итальянского (Шамина Е. А.), индонезийского (Братусь И. Б.), грузинского (Канкия Н. Д.), башкирского (Лапкина Л. З.), осетинского (Койбаева Т. Х.), эстонского (Вельди Э.А.), норвежского (Ливанова А.Н.), исландского (Флаксман М.А.);
- изучение звукоизобразительной вариативности (Швецова Н. Н. [6], Ноланд Н.Н.);
- изучение семантической эволюции звукоизобразительной лексики (Афанасьев А. Ю., Воронин С.В. [3], Барташова О.А., Климова С. В., Кузьмич И. В., Татаринова Е. С., Петухова Е. В., Флаксман М.А.);
- звукоизобразительная этимология (Воронин С.В., Климова С. В., Бродович О. И., Флаксман М.А. [7], Пономарева С.Н.);
- изучение деиконизации (утраты иконичности) звукоизобразительной лексики (Флаксман М.А.) [7];
- изучение влияние регулярных фонетических изменений на лексику звукоизобразительного происхождения (Бродович О. И., Флаксман М.А.);
- изучение  фоносемантической инерции (Флаксман М.А.) [10];
- изучение иконичности в морфологии (RL-форманты) (Воронин С.В. [3], Бартко Н.В.,  Шамина Е. А.);
- изучение иконичности в вымышленных языках и психолингвистических основ иконического словотворчества (Давыдова В.А.);
- изучение проблем заимствования звукоизобразительной лексики в другие языки (Ливанова А.Н., Флаксман М.А.) [7];
- проблемы перевода звукоизобразительной лексики (Ермакова Н.М., Жутовская Н.М., Бродович О.И., Беседина А.С.).

## Методология школы
Методология школы включает в себя методы собственно фоносемантики (метод фоносемантического анализа) , а также методы других лингвистических дисциплин –  сравнительно-исторического языкознания  (сравнительно-исторический метод, сопоставительный метод),  психолингвистики (лингвистический эксперимент, анкетирование), этимологии (этимологический анализ), математической  статистики.
В рамках Санкт-Петербургской школы фоносемантики был разработан метод фоносемантического анализа (ФСА), основанный на данных этимологии и лингвистической типологии .
Метод фоносемантического анализа включает в себя ряд последовательных операций, направленных на установление звукоизобразительного происхождения слова: I. «Семантика» - определение звукового или незвукового значения слова. Если слово обозначает звук, то оно, как правило, является ономатопом. II. «Критерии» А. Семантические критерии: 1) экспрессивность и эмоциональность; 2) образность семантики; 3) конкретность  семантики; 4) обозначение простейших элементов психофизиологического универсума человека; Б. Грамматические критерии: 5) морфологическая гипераномальность; В. Словообразовательные критерии: 6) редупликация; Г. Структурно-фонетические (формальные) критерии: 7) фонетическая гипераномальность; 8) относительное единообразие формы; 9) фонетическая гипервариативность; Д. Функциональные критерии: 10) стилистическая ограниченность. III. «Этимология» – установление этимологии слова на максимально возможную глубину, привлечение его коррелятов из родственных языков. IV. «Экстралингвистика» – установление мотива номинации путем сопоставления акустических и артикуляторных характеристик звуковой стороны слова с сенсорными характеристиками денотата. V. «Типология» – выявление слов со сходными фонотипами и семантикой в неродственных языках. VI. Summa summarum – анализ данных, полученных в результате проведения предыдущих пяти этапов и выводы о наличии или отсутствии в слове примарной мотивированности .
В целом, Санкт-Петербургскую школу фоносемантики отличает общий упор на этимологию и широкое использование диахронического подхода как для определения звукоизобразительного статуса слова, так и для объяснения более частных фоносемантических закономерностей и тенденций.

## Научные публикации школы

### Книги и словари
Phonosemantics (Сборник статей под ред. М.А. Флаксман, О.И. Бродович)

Воронин С. В. Английские ономатопы: фоносемантическая классификация 
Воронин С. В. Основы фоносемантики 
Воронин С. В. Фоносемантические идеи в зарубежном языкознании 
Воронин С.В. 2005. Iconicity. Glottogenesis. Semiosis 
Флаксман М.А. Звукоизобразительная лексика английского языка в синхронии и диахронии 
Флаксман М. А. Словарь английской звукоизобразительной лексики в диахроническом освещении 

### Онлайн-проекты школы
В рамках Санкт-Петербургской школы фоносемантики в настоящее время  разрабатывается многоязычный словарь звукоизобразительной лексики Iconicity Atlas (Флаксман М.А., Ноланд Н.Н.) . Целью проекта является создания базы наиболее употребительной звукоизобразительной лексики, доступной для типологического сравнения. Iconicity Atlas является мультимедийным проектом, содержащим аудиозаписи звукоподражательных и звукосимволических слов языков, сделанные носителями языка, транскрипции слов в МФА, словарные дефиниции на английском языке. В основе «Атласа» лежат 100 наиболее употребительных звукоизобразительных концептов («кашель», «шепот», «крик», «писк», «грохот» и т. д.), что делает словарь аналогом известного  списка Сводеша.

## Конференции по фоносемантике в Санкт-Петербурге
В   Санкт-Петербурге регулярно проходит ряд конференций и круглых столов, посвящённых фоносемантической проблематике:
В рамках международной филологической конференции в  СПбГУ с начала 2000х годов регулярно проводится секция «Фоносемантика».
Секция «Фоносемантика» проводится также в рамках проходящей раз в два года конференции «Англистика XXI века», также проходящей в  СПбГУ .
Начиная с 2017 года конференция «Актуальные проблемы языкознания», организуемая кафедрой Иностранных языков Гуманитарного факультета СПбГЭТУ «ЛЭТИ» , также включает секцию «Проблемы фоносемантических исследований».
В 2016 году в рамках конференции Англистика XXI века, посвящённой памяти  С.В. Воронина проводилось трёхдневное заседание секции «Фоносемантика», в которой приняли участие исследователи из России, Испании, Нидерландов, Израиля, Японии .